# Rhagologue maillé
Rhagologus leucostigma, Rhagologus, Rhagologidae
Famille
Genre
Espèce
Statut de conservation UICN

 LC  : Préoccupation mineure
Le Rhagologue maillé (Rhagologus leucostigma) est une espèce de passereaux qui est la seule espèce du genre Rhagologus et de la famille des Rhagologidae.

## Taxinomie
Suivant les travaux de Norman et al. (2009), le Congrès ornithologique international (classification version 3.4, 2013), décide de retirer cette espèce de la famille des Pachycephalidae, dans laquelle elle était jusque-là placée, et de la déplacer en placement taxinomique non déterminé (incertae sedis), en attendant des analyses phylogéniques complémentaires pour déterminer ses relations de parentés exactes avec les autres espèces.
Les études phylogéniques de Schodde & Christidis (2014) et Aggerbeck et al. (2014) montrent que cette espèce fait partie d'un complexe d'espèces et qu'elle est plus proche du clade formé par les Artamidae (Cracticidae inclus). Le Congrès ornithologique international (classification version 4.3, 2014) la déplace de sa position incertaine vers sa propre famille, les Rhagologidae, une famille proche des Artamidae.